# Caroline Vis
Caroline Vis (Vlaardingen, 4 maart 1970) is een voormalig tennisspeelster uit Nederland. Zij begon met tennis toen zij zeven jaar oud was, speelt rechtshandig en was professional tussen 1989 en 2006.

## Loopbaan
Vis was voornamelijk actief in het dubbelspel en bereikte in 1998 de negende positie op de wereldranglijst van het dubbelspel. Zij won in het vrouwendubbelspel negen WTA-toernooien en vijf ITF-toernooien. Haar beste resultaat in de grandslamtoernooien is het bereiken van de finale van het gemengd dubbelspel van Roland Garros in 1991, samen met landgenoot Paul Haarhuis – zij verloren in drie sets van de Tsjechische zus en broer Helena Suková en Cyril Suk. Dit was haar allereerste deelname aan het gemengd dubbelspel. In het vrouwendubbelspel bereikte zij de kwartfinale op ieder der vier grandslamtoernooien.
In de periode 1988–1999 maakte Vis deel uit van het Nederlandse Fed Cup-team – zij vergaarde daar een winst/verlies-balans van 6–6.

## Posities op deWTA-ranglijst
Positie per einde seizoen:
| jaar | rang enkelspel | rang dubbelspel |
| ---- | -------------- | --------------- |
| 1989 | 268            | 189             |
| 1990 | 208            | 88              |
| 1991 | 417            | 50              |
| 1992 | 294            | 100             |
| 1993 | 208            | 43              |
| 1994 | 117            | 45              |
| 1995 | 206            | 39              |
| 1996 | 322            | 19              |
| 1997 | 816            | 11              |
| 1998 | –              | 15              |
| 1999 | –              | 15              |
| 2000 | –              | 56              |
| 2001 | –              | 37              |
| 2002 | –              | 51              |
| 2003 | –              | 120             |
| 2004 | –              | 310             |

## Palmares
| Legenda                | Legenda                  |
| ---------------------- | ------------------------ |
| Grandslamtoernooi      |                          |
| Olympische Spelen      |                          |
| Year-End Championships |                          |
| tot 2009               | 2009 – 2020 / vanaf 2021 |
| Tier I                 | Premier Mandatory        |
| Tier II                | Premier Five / WTA 1000  |
| Tier III               | Premier / WTA 500        |
| Tier IV & V            | International / WTA 250  |
|                        | Challenger / WTA 125     |

### WTA-finaleplaatsen enkelspel
geen

### WTA-finaleplaatsen vrouwendubbelspel
| nr.              | finale     | toernooi            | ondergrond    | partner            | tegenstandsters                           | score           |         |
| ---------------- | ---------- | ------------------- | ------------- | ------------------ | ----------------------------------------- | --------------- | ------- |
| gewonnen finales |            |                     |               |                    |                                           |                 |         |
| 1.               | 1992-05-10 | WTA Waregem         | gravel        | Manon Bollegraf    | Olena Brjoechovets Petra Langrová         | 6-4, 6-3        | details |
| 2.               | 1993-10-24 | WTA Boedapest       | tapijt (i)    | Inés Gorrochategui | Sandra Cecchini Patricia Tarabini         | 6-1, 6-3        | details |
| 3.               | 1997-08-10 | WTA Manhattan Beach | hardcourt     | Yayuk Basuki       | Larisa Neiland Helena Suková              | 7-6, 6-3        | details |
| 4.               | 1997-08-17 | WTA Toronto         | hardcourt     | Yayuk Basuki       | Nicole Arendt Manon Bollegraf             | 3-6, 7-5, 6-4   | details |
| 5.               | 1999-02-28 | WTA Parijs          | tapijt (i)    | Irina Spîrlea      | Jelena Lichovtseva Ai Sugiyama            | 7-5, 3-6, 6-3   | details |
| 6.               | 1999-09-26 | WTA Luxemburg       | tapijt (i)    | Irina Spîrlea      | Tina Križan Katarina Srebotnik            | 6-1, 6-2        | details |
| 7.               | 1999-10-31 | WTA Linz            | tapijt (i)    | Irina Spîrlea      | Tina Križan Larisa Neiland                | 6-4, 6-3        | details |
| 8.               | 2000-11-19 | WTA Pattaya         | hardcourt     | Yayuk Basuki       | Tina Križan Katarina Srebotnik            | 6-3, 6-3        | details |
| 9.               | 2001-02-24 | WTA Dubai           | hardcourt     | Yayuk Basuki       | Åsa Carlsson Karina Habšudová             | 6-0, 4-6, 6-2   | details |
| verloren finales |            |                     |               |                    |                                           |                 |         |
| 01.              | 1990-11-04 | WTA Brentwood       | hardcourt (i) | Brenda Schultz     | Kathy Jordan Larisa Savtsjenko            | 1-6, 2-6        | details |
| 02.              | 1991-11-10 | WTA Brentwood       | hardcourt (i) | Yayuk Basuki       | Sandy Collins Elna Reinach                | 7-5, 4-6, 6-7   | details |
| 03.              | 1993-07-18 | WTA Praag           | gravel        | Laura Golarsa      | Inés Gorrochategui Patricia Tarabini      | 2-6, 1-6        | details |
| 04.              | 1994-05-22 | WTA Straatsburg     | gravel        | Patricia Tarabini  | Lori McNeil Rennae Stubbs                 | 3-6, 6-3, 2-6   | details |
| 05.              | 1994-09-24 | WTA Moskou          | tapijt (i)    | Laura Golarsa      | Jelena Makarova Jevgenia Manjoekova       | 6-7, 4-6        | details |
| 06.              | 1995-02-05 | WTA Auckland        | hardcourt     | Laura Golarsa      | Jill Hetherington Elna Reinach            | 6-7, 2-6        | details |
| 07.              | 1995-10-01 | WTA Leipzig         | tapijt (i)    | Brenda Schultz     | Meredith McGrath Larisa Neiland           | 4-6, 4-6        | details |
| 08.              | 1995-10-08 | WTA Zürich          | tapijt (i)    | Chanda Rubin       | Nicole Arendt Manon Bollegraf             | 4-6, 7-6, 4-6   | details |
| 09.              | 1997-11-02 | WTA Moskou          | tapijt (i)    | Yayuk Basuki       | Arantxa Sánchez Vicario Natallja Zverava  | 3-5, diskwalif. | details |
| 10.              | 1998-02-22 | WTA Hannover        | tapijt (i)    | Jelena Lichovtseva | Lisa Raymond Rennae Stubbs                | 1-6, 7-6, 3-6   | details |
| 11.              | 1998-05-24 | WTA Straatsburg     | gravel        | Yayuk Basuki       | Alexandra Fusai Nathalie Tauziat          | 4-6, 3-6        | details |
| 12.              | 1998-08-23 | WTA Montréal        | hardcourt     | Yayuk Basuki       | Martina Hingis Jana Novotná               | 3-6, 4-6        | details |
| 13.              | 1999-04-25 | WTA Caïro           | gravel        | Irina Spîrlea      | Laurence Courtois Arantxa Sánchez Vicario | 5-7, 6-1, 6-7   | details |
| 14.              | 2001-07-29 | WTA Stanford        | hardcourt     | Nicole Arendt      | Janet Lee Wynne Prakusya                  | 6-3, 3-6, 3-6   | details |
| 15.              | 2001-08-12 | WTA Los Angeles     | hardcourt     | Nicole Arendt      | Kimberly Po-Messerli Nathalie Tauziat     | 3-6, 5-7        | details |
| 16.              | 2002-02-17 | WTA Doha            | hardcourt     | Alexandra Fusai    | Janette Husárová Arantxa Sánchez Vicario  | 3-6, 3-6        | details |
| 17.              | 2002-04-21 | WTA Charleston      | gravel        | Alexandra Fusai    | Lisa Raymond Rennae Stubbs                | 4-6, 6-3, 6-7   | details |

### Finaleplaatsen gemengd dubbelspel
| nr.              | finale     | toernooi      | ondergrond | partner       | tegenstanders           | score         |         |
| ---------------- | ---------- | ------------- | ---------- | ------------- | ----------------------- | ------------- | ------- |
| gewonnen finales |            |               |            |               |                         |               |         |
| geen             |            |               |            |               |                         |               |         |
| verloren finales |            |               |            |               |                         |               |         |
| 1.               | 1991-06-09 | Roland Garros | gravel     | Paul Haarhuis | Helena Suková Cyril Suk | 6-3, 4-6, 1-6 | details |

## Resultaten grandslamtoernooien
| Legenda | Legenda                          |
| ------- | -------------------------------- |
| g.t.    | geen toernooi gehouden           |
| l.c.    | lagere categorie                 |
| –       | niet deelgenomen                 |
| G       | uitgeschakeld in de groepsfase   |
| 1R      | uitgeschakeld in de eerste ronde |
| 2R      | uitgeschakeld in de tweede ronde |
| 3R      | uitgeschakeld in de derde ronde  |
| 4R      | uitgeschakeld in de vierde ronde |
| KF      | uitgeschakeld in de kwartfinale  |
| HF      | uitgeschakeld in de halve finale |
| F       | de finale verloren               |
| W       | het toernooi gewonnen            |
| w-v     | winst/verlies-balans             |

### Enkelspel
| toernooi        | 1994 | 1995 |
| --------------- | ---- | ---- |
| Australian Open | 1R   | 1R   |
| Roland Garros   | 1R   | –    |
| Wimbledon       | 1R   | –    |
| US Open         | –    | –    |

### Vrouwendubbelspel
| toernooi        | 1990 | 1991 | 1992 | 1993 | 1994 | 1995 | 1996 | 1997 | 1998 | 1999 | 2000 | 2001 | 2002 | 2003 | 2004 |
| --------------- | ---- | ---- | ---- | ---- | ---- | ---- | ---- | ---- | ---- | ---- | ---- | ---- | ---- | ---- | ---- |
| Australian Open | 1R   | –    | –    | –    | –    | 1R   | KF   | 2R   | 3R   | 2R   | 2R   | 1R   | 2R   | 1R   | 2R   |
| Roland Garros   | 2R   | 1R   | 2R   | 2R   | 2R   | 3R   | 3R   | KF   | 3R   | 1R   | 1R   | KF   | 3R   | 2R   | –    |
| Wimbledon       | 1R   | 2R   | 1R   | 3R   | 3R   | 1R   | KF   | 3R   | 3R   | 3R   | 3R   | 2R   | 1R   | 1R   | –    |
| US Open         | –    | 2R   | 2R   | 1R   | 3R   | 1R   | 3R   | KF   | 2R   | 1R   | 1R   | 1R   | 2R   | 2R   | –    |

### Gemengd dubbelspel
| toernooi        | 1991 | 1992 | 1993 | 1994 | 1995 | 1996 | 1997 | 1998 | 1999 | 2000 | 2001 | 2002 | 2003 |
| --------------- | ---- | ---- | ---- | ---- | ---- | ---- | ---- | ---- | ---- | ---- | ---- | ---- | ---- |
| Australian Open | –    | –    | –    | –    | 1R   | 1R   | 1R   | HF   | 1R   | 2R   | –    | HF   | 1R   |
| Roland Garros   | F    | 1R   | 3R   | 2R   | 1R   | 2R   | 2R   | KF   | 2R   | 1R   | –    | KF   | –    |
| Wimbledon       | 3R   | 2R   | 2R   | 1R   | 1R   | 1R   | 1R   | HF   | 2R   | 1R   | 1R   | 1R   | 2R   |
| US Open         | –    | –    | –    | –    | 1R   | KF   | 1R   | 2R   | 1R   | 1R   | 2R   | –    | –    |